# Pontinska träsken

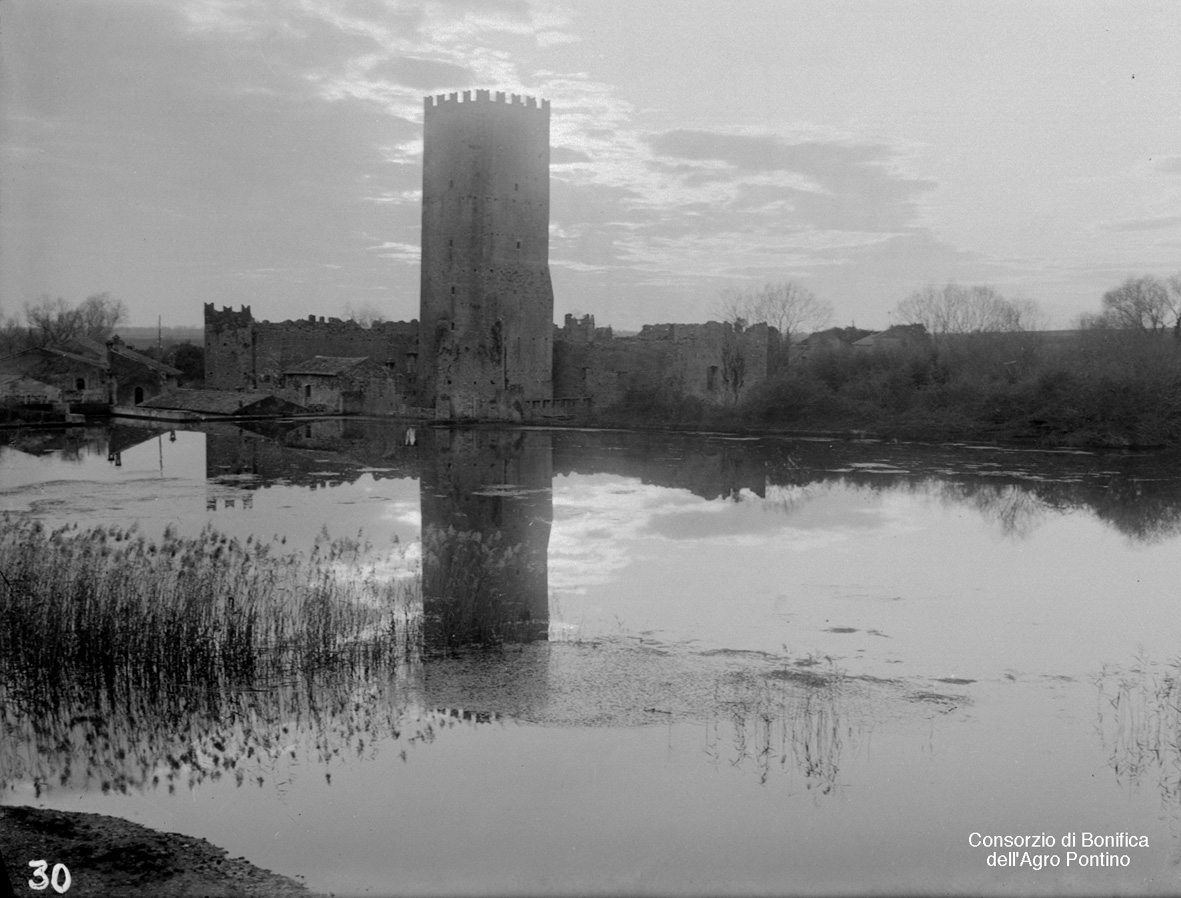

Pontinska träsken (italienska Paludi pontine) var en berömd våtmark i Lazio, Italien. Träsken sträckte sig sydost om staden Rom från Cisterna till Terracina, med en längd av 45 km och en bredd av 10-18 km, och upptog en yta av 750 km². Pontinska träsken dikades ut på 1920- och 30-talen. 

## Geografi och historia
Mot havet var Pontinska träsken begränsade av dyner och i öster av Volskerbergens kalkkedjor. Via Appia gick genom träsken. Omedelbart på ömse sidor om vägen hade kanaler dragits, genom vilka träsken hölls torra. Hela området tillhörde i slutet av 1800-talet några få adelsmän. Genom en lag från 1899 var markägarna förpliktade att inom 24 år torrlägga träsken enligt en plan utarbetad av den preussiske majoren Fedor von Donat. Syftet med markavvattningen var att utrota malarian som plågade området, samt att erhålla mer jordbruksmark. Donats plan misslyckades, men träsken utdikades under Benito Mussolinis styre på 1920- och 1930-talen. Ansvaret för att dika ut träsken fick Opera Nazionale Combattenti, den statliga myndigheten med ansvar för att ta om hand om krigsveteranerna från första världskriget. Fem nya städer anlades i de tidigare våtmarkerna, Littoria (omdöpt till Latina 1946), Sabaudia, Pontinia, Aprilia och Pomezia.
Enligt Plinius den äldre, som anför en äldre källa, var träsken (Pomptinae paludes) i forntiden en bördig och välodlad slätt, som skall ha haft inte mindre än 33 byar. Men redan mot slutet av Romerska republikens tid var trakten illa beryktad som den farligaste feberhärd och nästan folktom. Enligt uppgifter skall befolkningen förts bort i samband med romarnas erövring av området 358 f. Kr. varefter befattningssystemen skall ha förfallit. Enstaka försök av några kejsare att dränera den medförde endast tillfällig förbättring. Liknande försök gjordes av flera påvar, såsom Bonifatius VIII, Martin V, Sixtus V och Pius VI, men utan varaktigt resultat. Den sistnämnde lät (1775-1788) återställa Via Appia, anlägga en stor avloppskanal (Linea Pia) och upphugga den ogenomträngliga småskogen, varigenom ett stort område vanns för odling. Även under Napoleon I:s franska välde fortsattes torrläggningsföretagen, och under 1800-talet hade detta arbete fortsatt, bland andra av den franske ingenjören Gaspard de Prony.
År 1929 startade den fascistiska regeringen ett storskaligt diknings- och uppodlingsprojekt, med två huvudkanaler och ett flertal pumpstationer. År 1932 kunde 5 000 bönder flytta in i området och senare ytterligare 25 000.
Området, som nu nästan är utdikat, kallas numera Agro Pontino.